# Steve Anderson
Stephen „Steve” Eugene Anderson (ur. 6 kwietnia 1906 w Portsmouth (Ohio), zm. 2 sierpnia 1988 w Seattle) – amerykański lekkoatleta specjalizujący się w biegu na 110 metrów przez płotki, wicemistrz olimpijski.
Były rekordzista świata, srebrny medalista igrzysk olimpijskich (Amsterdam 1928), gdzie przegrał jedynie z Sidneyem Atkinsonem.